# Paraphrynovelia
Paraphrynovelia ist die einzige Gattung der Familie Paraphrynoveliidae innerhalb der Wanzen-Teilordnung Gerromorpha. Nur sehr wenige Exemplare wurden bisher gefangen.

## Merkmale
Die Wanzen werden 1,7 bis 2,4 Millimeter lang. Ihre allgemeine Körperform erinnert an einen flügellosen Vertreter der Zwergwasserläufer (Hebridae) oder eine Art der Gattung Microvelia (Familie Bachläufer (Veliidae)). Alle bisher bekannten Tiere waren apter (flügellos). Auch Punktaugen (Ocelli) fehlen den Tieren. Die Fühler sind geißelförmig, das erste und zweite Segment ist langgestreckt und nahezu gleich lang. Das dritte und vierte Segment sind länger, letzteres hat medial einen membranösen Bereich mit ringförmigen Verdickungen der Cuticula. Das Pronotum ist kurz. Es ist hinten verlängert und überdeckt das Mesonotum, aber nicht das Metanotum. Die Tarsen sind dreigliedrig, wobei der Prätarsus apikal eingelenkt ist und dorsal und ventral Aroliae (Haftpolster) besitzt. Der Ovipositor der Weibchen ist relativ schlecht entwickelt.

## Vorkommen und Lebensweise
Die Verbreitung der Familie umfasst ausschließlich das südliche Afrika. Die Wanzen leben im Bereich zwischen Wasser und Land an feuchten Pflanzenteilen und durchnässtem Moos an Steinen.

## Taxonomie und Systematik
Die Paraphrynovelia wurden ursprünglich in die Familie der Hüftwasserläufer (Mesoveliidae), später jedoch in eine eigenständige Familie gestellt. Gemeinsam mit den Hüftwasserläufern und den Teichläufern (Hydrometridae) bilden sie die Überfamilie Hydrometroidea. Die Gruppe umfasst nur folgende zwei Arten:
- Paraphrynovelia brincki Poisson, 1957
- Paraphrynovelia slateri Møller Andersen, 1978

## Belege